# پاسبان پرتغال (سمت نظامی)
پاسبان پرتغال (پرتغالی: Condestável de Portugal) سمتی نظامی بود که توسط فرناندوی یکم، پادشاه پرتغال در سال ۱۳۸۲ ایجاد شد، تا جایگزین سمت پرچمدار عالی (آلفرس مور) به عنوان فرمانده نیروهای مسلح پرتغال شود. از این سمت به عنوان پاسبان پادشاهی (Condestável do Reino) نیز یاد شده است.
پاسبان پرتغال بعد از شاه دومین فرد قدرتمند در پادشاهی پرتغال بود. مسئولیت وی فرماندهی ارتش در غیاب شاه و حفظ نظم و انضباط در میان نیروهای نظامی بوده و در تمامی دادگاه‌های نظامی حضور داشت.
پس از دوران سلطنت  ژواو (جان) چهارم (۱۶۴۰–۱۶۵۶)، این عنوان دیگر دارای مسئولیت‌های نظامی یا اداری نبوده و به عنوان افتخاری تبدیل شد..

## فهرست چندی از پاسبان‌های پرتغال
1. آلوارو پیرس دی کاسترو (۱۳۱۰الی۱۳۸۴)
2. نونو آلوارس پریرا (۱۳۶۰ الی ۱۴۳۱)
3. ژواو (جان) پرتغالی (۱۴۰۰–۱۴۴۲)
4. دیوگو (دیه گو) پاسبان پرتفال (۱۴۲۵ الی ۱۴۴۳)
5. پدرو پاسبان پرتغال، پادشاه آراگون و کنت بارسلونا، استاداعظم فرقه نظامی اویش (۱۴۲۹ الی ۱۴۶۶)
6. ژواو چهارم پادشاه پرتغال (۱۶۰۴ الی ۱۶۵۶)
7. پدرو براگانسا، دوک بژا (بعدا پادشاه پرتغال) (۱۶۴۸الی۱۷۰۶)
8. ژوآئو ششم پادشاه پرتغال (۱۷۶۷ الی۱۸۲۶)
9. میگل یکم پادشاه پرتغال (۱۸۰۲ الی۱۸۶۶)
10. لوئیس اول، پادشاه پرتغال (۱۸۳۸ الی ۱۸۸۹)